# Флоренс (Тексас)
Флоренс (енгл. Florence) град је у америчкој савезној држави Тексас. По попису становништва из 2010. у њему је живело 1.136 становника.

## Демографија
Према попису становништва из 2010. у граду је живело 1.136 становника, што је 82 (7,8%) становника више него 2000. године.
| Група             | 2000.       | 2010.       |
| Белци             | 821 (77,9%) | 680 (59,9%) |
| Афроамериканци    | 9 (0,9%)    | 3 (0,3%)    |
| Азијати           | 3 (0,3%)    | 5 (0,4%)    |
| Хиспаноамериканци | 210 (19,9%) | 440 (38,7%) |
| Укупно            | 1.054       | 1.136       |